# 후타미 진
후타미 진(일본어: 二美 仁, 1948년 8월 3일 ~ 2019년 2월 4일 )은 일본의 가수로, 미야자키현 미야자키시 다카오카정 출신다.